# Lepiselaga crassipes
Lepiselaga crassipes är en tvåvingeart som först beskrevs av Fabricius 1805.  Lepiselaga crassipes ingår i släktet Lepiselaga och familjen bromsar. Inga underarter finns listade i Catalogue of Life.